# Museu de Arte Sacra e Cripta
O Museu de Arte Sacra e Cripta (em chinês:  天主教藝術博物館與墓室) é um museu de arte religiosa situado na Freguesia de Santo António, na Região Administrativa Especial de Macau da República Popular da China.

## História
Fundado a 23 de outubro de 1996, o museu expõe as obras artísticas e históricas das igrejas e dos conventos de Macau. No centro da cripta, na parte superior da rocha de granito, há uma sepultura, onde nas paredes laterais são mostradas as relíquias dos mártires do Japão e Vietname.